# A.D.G.
A.D.G., pseudonimo di Alain Fournier, detto  anche Camille (Tours, 19 dicembre 1947 – Véretz, 1º novembre 2004), è stato un giornalista e scrittore francese.
Che fosse solo una sua postura estetica o fosse invece una convinzione profonda, A.D.G. è rimasto famoso per aver rappresentato la sensibilità di estrema destra del romanzo noir nel suo periodo di rinnovamento degli anni settanta, fornendo così la prova che questo genere letterario non faceva necessariamente capo a idee "progressiste". Insieme a colui che alcuni reputano il suo "doppio di sinistra", Jean-Patrick Manchette, fu, per una decina d'anni, uno degli autori di punta della Série noire delle edizioni Gallimard. È anche noto per la sua propensione per i giochi di parole, da lui utilizzati sia nei titoli dei suoi romanzi polizieschi che nelle sue cronache giornalistiche.

## Il reazionario del romanzo noir
Dopo essersi impegnato come enfant de troupe all'età di 12 anni ed essere uscito dal sistema scolastico avendo conseguito soltanto un BEPC (brevet equivalente grosso modo al diploma di licenza media), debuttò nella vita lavorativa come impiegato del Crédit lyonnais, poi esercitò i mestieri di bouquiniste (venditore ambulante di libri) e di rigattiere. Si avvicinò al pamphlettista Michel-Georges Micberth, che presiedeva la Jeune Force Poétique française, e divenne il suo collaboratore e direttore letterario alle Éditions de la JFPF (dal 1966 al 1971), dove scrisse con lo pseudonimo di "Alain Dreux-Gallou" (Dreux e Gallou erano i cognomi di due suoi nonni). In letteratura, ll suo vero nome era ovviamente difficile da portare, a causa dell'omonimia con Alain-Fournier; conservò dunque la sigla di questo pseudonimo, A.D.G., sempre scritto con tre punti, come nome d'arte. Pensò di cambiare il suo pseudonimo in Alain Camille, ma ritornò rapidamente alla sua firma precedente. Camille, d'altronde, è il cognome che adottò legalmente, giacché trovava il proprio patronimico di nascita troppo pesante.
Il suo primo romanzo, La Divine Surprise, fu ispirato dalle confidenze di Jo Attia, malvivente e resistente del quale egli stava redigendo la biografia in qualità di "negro". Senza conoscere la sua vera identità, alcuni giornalisti dotati di immaginazione avanzarono all'inizio l'ipotesi che A.D.G. fosse uno pseudonimo di Raymond Queneau, mentre altri vi videro le memorie di un ex delinquente riconvertito alla letteratura.
Nei suoi romanzi si guardava bene, a differenza di altri autori della Série noire, di fare l'elogio dell'ambiente della malavita, che egli giudicava composto da "emeriti idioti, sconsiderati, stupidi, che sfruttano la gloria che alcuni autori come Auguste Le Breton e José Giovanni hanno creato per loro".
Nel 1972, pubblicò una cronaca del Berry, La Nuit des grands chiens malades, trasposta al cinema da Georges Lautner, nel quale una comunità hippy si stabilisce in un paesino e si oppone a una banda di delinquenti alleandosi ai contadini del posto. Seguì un omaggio discreto a Louis-Ferdinand Céline, Cradoque's Band, racconto di un rapinatore, Les Trois Badours, pubblicato con lo pseudonimo di Alain Camille (poi ristampato con la firma di A.D.G.), e un ritorno nel Berry, Berry story. Nel 1977 egli immaginò, ne Le Grand Môme, il ritorno di Augustin al paese perduto, omaggio e parodia del capolavoro del suo omonimo.
In Pour venger pépère (1980), romanzo di suspense che Jean-Patrick Manchette giudicò "coerentissimo, riuscitissimo, eccellente", un giovane avvocato della sbarra di Tours indaga sulla morte di suo nonno, ucciso in occasione della fucilazione di un rapinatore. Si percepisce sullo sfondo il suo personaggio-feticcio, il giornalista alcolizzato e anarchico Sergueï Djerbitskine, alias Machin (in parte ispirato al suo amico Serge de Beketch, ma che diventò un "doppio" di A.D.G. stesso nei romanzi ambientati in Nuova Caledonia).
Nel 1981 si cimentò in un racconto breve di 100 pagine, La Nuit myope, qualificato come "letterario al cento per cento" da Jean Cochet, che sarebbe una "sorta di epopea derisoria di un sognatore velleitario".
Nel 1981, inoltre, andò a vivere in Nuova Caledonia dove cominciò la redazione di un romanzo storico dedicato alla colonizzazione dell'isola, Le Grand Sud, che ottenne nel 1987, anno della sua uscita, un successo in libreria. Egli prevedeva di scriverne il seguito ma alla fine si fermò al solo primo volume. I tre romanzi polizieschi che pubblicò tra il 1987 e il 1991 contengono attacchi contro gli indipendentisti: secondo l'autore, queste opere non sono qualitativamente all'altezza dei suoi romanzi precedenti. A.D.G. condusse sull'isola un'attività politica virulenta contro gli indipendentisti kanak e s'incaricò di organizzare le sezioni locali del Front National.
Tornò in Francia nel 1991. Vittima di una crisi d'ispirazione, non riuscì a ritrovare la motivazione per pubblicare nuovi romanzi e si ritrovò disoccupato in seguito al suo licenziamento da Minute. Fu l'unico autore di prestigio della Série Noire a non essere stato ripubblicato in occasione del cinquantenario della collana, nel 1997. Pubblicò nel 2003 una nuova opera ambientata in un contesto australiano, Kangouroad movie, che segnò il suo vero ritorno al romanzo poliziesco dopo una lunga assenza.
All'aggravarsi della sua malattia (un cancro), aveva in programma la redazione di un saggio sullo scrittore Jacques Perret.
Nel 2007 venne pubblicato un romanzo postumo: J'ai déjà donné... presso la casa editrice Le Dilettante. Si tratta di un'apoteosi romanzesca in cui si ritrovano i principali eroi dei precedenti romanzi.

## Il giornalista di estrema destra
Parallelamente alla sua carriera di scrittore, esercitò il mestiere di giornalista per la stampa socialista, gollista e anarchista di destra:
- 1966: giornalista indipendente al Réveil socialiste, dell'ex ministro socialista Jean Meunier;
- 1968: redattore capo di Révolution 70;
- dal 1972 al 1973: cronista a Actual-Hebdo.

Poi, per la stampa cosiddetta di estrema destra, dove fu nell'ordine:
- dal 1974 al 1981: giornalista, poi reporter per il settimanale Minute;
- durante gli anni 1980: fondatore di Combat calédonien, settimanale anti-indipendentista in Nuova Caledonia, dove visse dal 1981 al 1991. La sua partecipazione per un anno a questa avventura stampata gli valse un discreto numero di ammende e di condanne, tanto che finì per abbandonare la partita, mentre Edgard Pisani, bersaglio preferito del settimanale, uscì anch'egli alquanto "spossato" da questo periodo;
- dal 1991 al 1994: cronista presso Minute;
- dal 1994: membro di redazione del settimanale Rivarol, di cui divenne segretario generale nel 1998, e per il quale lavorava ancora un anno prima della sua scomparsa, prima che l'aggravamento della sua malattia lo costringesse ad allontanarsene. Ha collaborato a Figaro Littéraire nel 2003-2004.

Le esequie di A.D.G., celebrate il 5 novembre 2004 nella chiesa Saint-Eugène Sainte-Cécile a Paris, prima della sepoltura nella sua terra natale di Véretz, hanno dato occasione di vedere riunite diverse personalità della "destra nazionale", separatesi dopo la crisi intervenuta nel Front National nel 1998-1999. È anche stata l'occasione per vedere, per esempio, Jean-Marie Le Pen, presidente del Front national e Serge Martinez (che fu segretario generale del Front national secessionista), Marine Le Pen e sua sorella maggiore Marie-Caroline Le Pen (anch'ella seguì l'avventura «megretista»), ma anche varie personalità come Emmanuel Ratier, Yann Clerc, Dominique Jamet o Jean Raspail. Il settimanale Rivarol ha d'altronde intitolato il suo resoconto delle esequie "A.D.G. le fédérateur", probabilmente alludendo all'atteggiamento del suo giornalista che, durante la crisi del 1998-1999, s'era impegnato nel tentativo, se non di "ri-incollare i pezzi", per lo meno a non avvelenare il conflitto.

## Aneddoti
L'avvocato Pascal Delcroix, personaggio ricorrente in svariati suoi romanzi, è stato visto da alcuni come ispirato da Éric Delcroix, frequente difensore dei revisionisti. Secondo A.D.G. stesso, si trattava solo di una coincidenza, giacché il personaggio era ispirato da un suo amico (il padre di Loïc Decrauze). Inoltre, gli fu rimproverato di aver dedicato il libro Joujoux sur le caillou «a Jean-Marie, il mio piccolo». Non si trattava di un riferimento a Jean-Marie Le Pen come venne scritto, ma al figlio di A.D.G., che porta quel nome in omaggio a suo nonno.

## Altre realizzazioni
Oltre al romanzo e al giornalismo, A.D.G. si è anche cimentato nella scrittura di sceneggiature di fumetti, nel mensile Pilote, e di serial televisivi (Chéri Bibi, adattato dal romanzo di Gaston Leroux e trasmesso nel 1973, Les mystères de New York scritto in collaborazione con Jean-Pierre Richard e trasmesso nel 1976).
Nel 1981, fu la causa di un piccolo scandalo in seguito alla pubblicazione in un numero speciale della rivista (À Suivre) di un fumetto, Léopold Micheteau, détective, del quale lui era lo sceneggiatore e Benoît Sokal il disegnatore. Alcuni lettori vi percepirono alcuni tratti di antisemitismo, pertanto la direzione pubblicò alcune settimane dopo un editoriale imbarazzato nel quale essa presentava le sue scuse. Le fattezze dei personaggi israeliti, fonte della polemica, erano tuttavia dovuti unicamente ai disegni di Sokal e non chiamavano affatto in causa la sceneggiatura di A.D.G.

## Opere
- 1969: Lettre ouverte à un magistraillon (Micberth, illustrazioni di Bernard Deyriès).
- 1971: La Divine Surprise (Gallimard, coll. « Série Noire », nº 1429, ristampa nella coll. « Carré Noir », nº 545).
- 1971: Les Panadeux (Gallimard, coll. « Série Noire », nº 1443, ristampa nella coll. « Carré Noir », nº 518).
- 1972: La Marche Truque... (Gallimard, coll. « Série Noire », nº 1473, ristampa nella coll. « Carré Noir », nº 554).
- 1972: La Nuit des grands chiens malades (Gallimard, coll. « Série Noire », nº 1482, ristampa nella coll. « Folio », nº 2224) – adattato al cinema col titolo Quelques messieurs trop tranquilles.
- 1972: Les Trois Badours (Gallimard, coll. « Série Noire », ristampa nella coll. « Folio policier », nº 229).
- 1973: Cradoque's band (Gallimard, coll. « Série Noire », nº 1493, ristampa nella coll. « Carré Noir », nº 373).
- 1973: Berry Story (Gallimard, coll. « Série Noire », nº 1586).
- 1974: Je suis un roman noir (Gallimard, coll. « Série Noire », nº 1692, ristampa nella coll. « Carré Noir », nº 468).
- 1976: L'otage est sans pitié (Gallimard, coll. « Super noire », nº 43).
- 1977: Le Grand Môme (Gallimard, coll. « Série Noire », nº 1717) – Il titolo è un omaggio discreto al suo omonimo Alain-Fournier).
- 1977: Juste un rigolo (Gallimard, coll. « Série Noire », nº 1721, ristampa nella coll. « Carré Noir », nº 506).
- 1980: Pour venger pépère (Gallimard, coll. « Série Noire », nº 1806, ristampa nella coll. « Folio policier », nº 153).
- 1980: Les Enquêtes de l'inspecteur Alfred Beaugat (Dargaud, coll. « Pilote ») – Sceneggiatura dai testi di A.D.G., disegni di Loro e North – Raccoglie: Une Aventure de l'inspecteur Alfred Beaugat, le Sale Grand Meaulnes, l'Inspecteur Beaugat monte à Paris e Fripe-futaille contre Lèche-douzils.
- 1981: La Nuit myope (Balland, coll. « L'Instant romanesque », ristampa nel 2003 presso Christian Durante, coll. « Poche-numérique »).
- 1981: Balles nègres (Gallimard, coll. « Série Noire », nº 1825).
- 1982: On n'est pas des chiens (Gallimard, coll. « Série Noire », nº 1862, ristampa nella coll. « Folio policier », nº 189).
- 1986: Notre frère qui êtes odieux... (Gallimard, coll. « Carré Noir », ristampa nella coll. « Folio policier », nº 171).
- 1987: Joujoux sur le caillou (Gallimard, coll. « Série Noire », nº 2089) «romanzo caledoniano » di politica-fiction.
- 1987: Le Grand Sud (Jean-Claude Lattès) romanzo d'avventure neo-caledoniano.
- 1988: Les Billets Nickelés (Gallimard, coll. « Série Noire », nº 2124).
- 1988: C'est le bagne! (Gallimard, coll. « Série Noire », nº 2134).
- 2003: Kangouroad movie (Gallimard, coll. « la Noire ») thriller australiano.
- 2007: J'ai déjà donné (Le Dilettante, 278 p.).